# Ute Adamczewski
Ute Adamczewski

Link zum Bild

Ute Adamczewski ist eine deutsche Filmemacherin, Künstlerin und Gastprofessorin, die sich mit Themen wie Architektur, Städtebau und deren gesellschaftlichen Spiegelungen beschäftigt. Von 2021 bis 2022 war sie als Gastdozentin an der Universität Hildesheim tätig. Mit ihrem Dokumentarfilm Zustand und Gelände (2021) erlangte sie internationale Anerkennung.

## Leben und Wirken
Adamczewski studierte Architektur und spezialisierte sich während des Studiums auf audiovisuelle Arbeiten zu Städtebau und Architektur. Nach Abschluss ihres Studiums realisierte sie Videofilme und Installationen, die in zahlreichen Ausstellungen und auf Filmfestivals präsentiert wurden. Seit 2000 ist Adamczewski als freischaffende Filmemacherin, Autorin, Regisseurin, Produzentin und Cutterin tätig. Im Jahr 2021 war sie Gastprofessorin im Fachbereich Medien, Theater und Populäre Kultur an der Universität Hildesheim, wo sie den Bereich „Film und Bewegtbild im digitalen Zeitalter“ vertrat.
Im Zentrum von Adamczewskis Arbeit stehen Architektur und Städtebau als Spiegel gesellschaftlicher Entwicklungen, die De- und Rekonstruktion von Zeitgeschichte sowie die Repräsentation von Krieg und Gewalt in audiovisuellen Medien. Ihr bekanntestes Werk, der Dokumentarfilm Zustand und Gelände, kam im Sommer 2021 in die Kinos und wurde mehrfach ausgezeichnet. Der Film beschäftigt sich mit den Gebäuden, in denen ab 1933 die ersten „wilden“ Lager entstanden, in denen vor allem politische Gefangene inhaftiert wurden.
Ihre Werke, darunter Videoinstallationen, wurden international präsentiert, unter anderem auf der Architektur-Biennale in Venedig, der Shanghai Kunstbiennale sowie in der Pinakothek der Moderne in München. Ihre zuletzt entstandenen Arbeiten, Die neue Ordnung (2013) und La Ville Radieuse Chinoise, entstanden in Koproduktion mit den KW-Institute for Contemporary Art in Berlin. Als Editorin wirkte sie an André Siegers Dokumentarfilm Souvenir (2014) mit. Mit Zustand und Gelände realisierte sie ihren ersten Dokumentarfilm.
Am 24. April 2022 wurde Ute Adamczewski für ihr Gesamtwerk mit dem Peter-Weiss-Preis der Stadt Bochum ausgezeichnet.

## Auszeichnungen
- 2022: Peter-Weiss-Preis

## Werk (Auswahl)
- 2021: Zustand und Gelände
- 2015: La Ville Radieuse Chinoise
- 2013: Die neue Ordnung
- 1996: Super-8 Projekt Weißer